# TNT (album Tortoise)
TNT to trzeci album w dorobku amerykańskiej grupy Tortoise, wydany w 1998 roku. 

## Lista utworów
1. "TNT" – 7:33
2. "Swung from the Gutters" – 5:52
3. "Ten-Day Interval" – 4:44
4. "I Set My Face to the Hillside" – 6:08
5. "The Equator" – 3:42
6. "A Simple Way to Go Faster Than Light That Does Not Work" – 3:33
7. "The Suspension Bridge at Iguazú Falls" – 5:38
8. "Four-Day Interval" – 4:45
9. "In Sarah, Mencken, Christ, and Beethoven There Were Women and Men" – 7:29
10. "Almost Always is Nearly Enough" – 2:42
11. "Jetty" – 8:21
12. "Everglade" – 4:21